# Kościół św. Marcina w Międzyrzeczu Górnym
Kościół św. Marcina – drewniany kościół, który znajdował się w Międzyrzeczu Górnym w gminie Jasienica wybudowany w 1522. Świątynia doszczętnie spłonęła 27 stycznia 1993.
W pobliżu kościoła znajduje się cmentarz parafialny z figurą św. Marii z 1861 z wykutym wezwaniem „Święta Mario, proś za nas”. W 1949 w sąsiedztwie kościoła wybudowano Grotę Matki Boskiej z Lourdes w dowód wdzięczności za ocalenia kościoła w czasie II wojny światowej.
Kościół spłonął w styczniu 1993. Z pożaru ocalała tylko kamienna kropielnica z 1780, szczątki rzeźby murzyna z chrzcielnicy, nadtopione naczynia liturgiczne oraz bryła stopionego spiżu z dzwonu wieżowego.

## Architektura

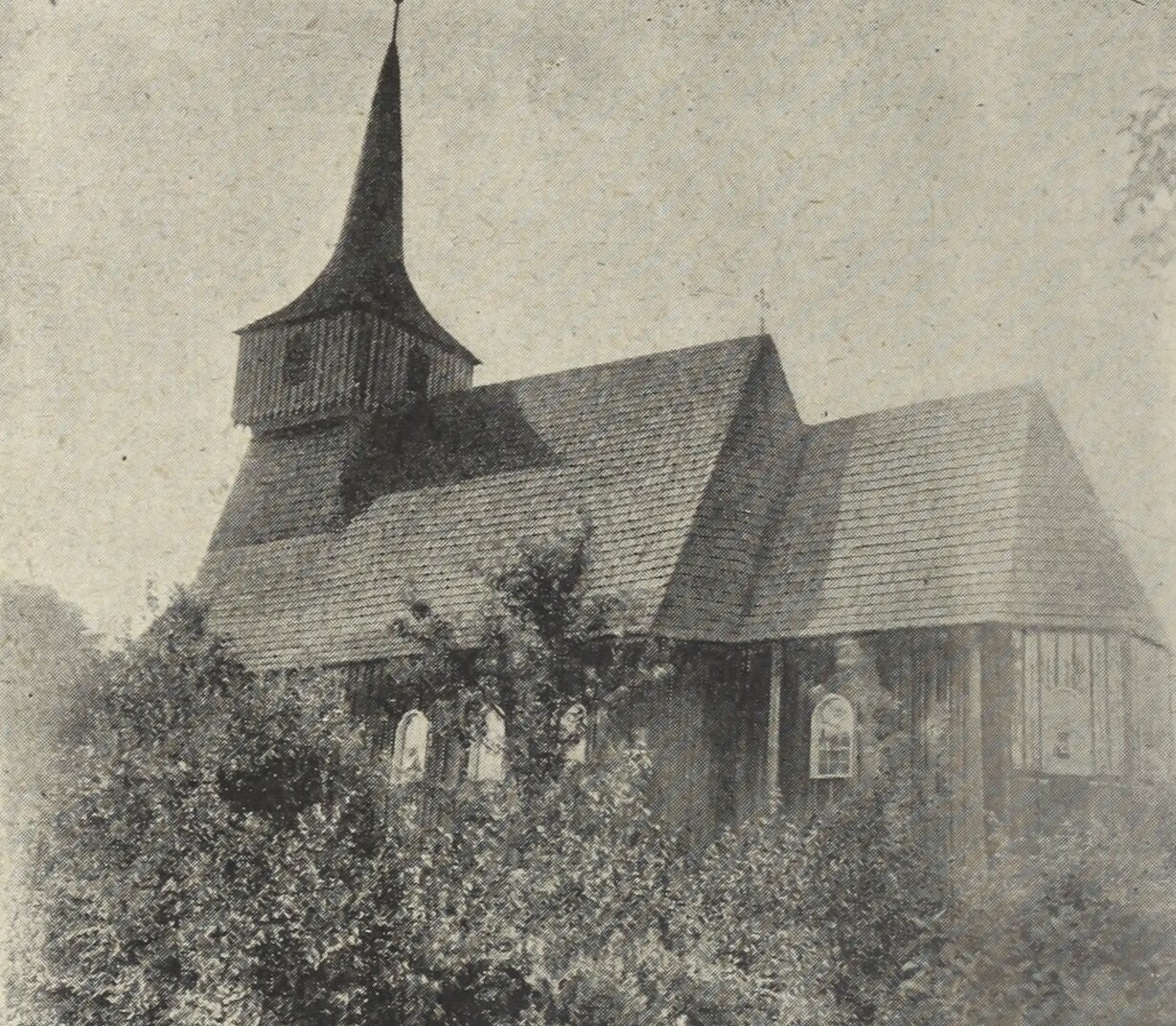
Dawny drewniany kościół

Drewniany kościół w Międzyrzeczu miał konstrukcję zrębową. Dach i wieżę pokryto gontem. Wieża była kwadratowa z izbicą, posadowiona na kamiennej podmurówce, nakryta wysokim dachem z iglicą. Wieża mierzyła 33 m, taka sama była długość kościoła. Kościół miał prezbiterium trójboczne, prostokątną nawę oraz kruchtę w wieży. W 1849 powstała murowana zakrystia. Do kościoła prowadziły trzy wejścia z klepkowymi drzwiami i żelaznymi okuciami z XVIII w. 
We wnętrzu znajdowały się gotyckie odrzwia w kształcie oślego grzbietu. Chór wsparty na czterech okrągłych drewnianych słupach posiadał dwie kondygnacje.
Kościół był czterokrotnie malowany: w 1522 w stylu renesansowym, w 1774 w stylu rokokowym, w 1869 na deskach szalunkowych polichromię wykonał Krzepełka oraz w 1932 przez artystów krakowskich Rutkowski i Kąstka.

## Ołtarz
Ołtarz pochodził z roku 1765. Główna dekoracja ołtarza to, rzeźba Boga Ojca i Ducha Św.z aniołami. Środkowa część pochodziła z tryptyku z końca XV w. Malowidło przedstawiało tzw. Sacra Conversazione z Matką Boską, św. Marcinem i Michałem Archaniołem. Po bokach znajdowały się rzeźby świętego Wojciecha i Ignacego. Po lewej stronie znajdowała się rokokowa ambona z emblematami papiestwa i rokokowa chrzcielnica z rzeźbami murzynów z 1767. Nad bocznym ołtarzem przy prezbiterium umieszczona była rokokowa rzeźba Matki Boskiej z połowy XVIII w.